# Diamonds and Pearls (Album)
Diamonds and Pearls (englisch für Diamanten und Perlen) ist das 13. Studioalbum des US-amerikanischen Musikers Prince, wobei er alle Songs arrangierte, komponierte und produzierte. Er nahm es mit seiner damals neugegründeten Begleitband The New Power Generation auf und wurde am 27. September 1991 bei dem Label Paisley Park Records / Warner Bros. Records veröffentlicht. Die Musik zählt zu den Genres Contemporary R&B, Funk, Hip-Hop, Pop und Rock. Neu in Prince’ Repertoire war vor allem die Musikrichtung Hip-Hop, bei der er auch Rap-Elemente einfließen ließ. Als Gastmusiker wirken Clare Fischer, The Steeles sowie Sheila E. mit, die in den Liner Notes aber nicht erwähnt wird. Außerdem ist in mehreren Songs Rosie Gaines zu hören, die aber aufgrund von Diskrepanzen mit Prince seine Begleitband im Sommer 1992 wieder verließ.
Musikkritiker bewerteten das Album überwiegend verhaltend und bemängelten oftmals den Sprechgesang, der meist von Bandmitglied Tony Mosley vorgetragen wird. Aus kommerzieller Sicht avancierte Diamonds and Pearls zu Prince’ weltweit am zweitmeisten verkauften Album nach Purple Rain. Die Diamonds-and-Pearls-Welttournee war kommerziell ebenfalls erfolgreich und wurde von insgesamt 850.000 Menschen besucht.
Am 27. Oktober 2023 veröffentlichte The Prince Estate („Der Prince-Nachlass“) eine überarbeitete Version des Originalalbums unter dem Namen Diamonds and Pearls Deluxe.

## Entstehung

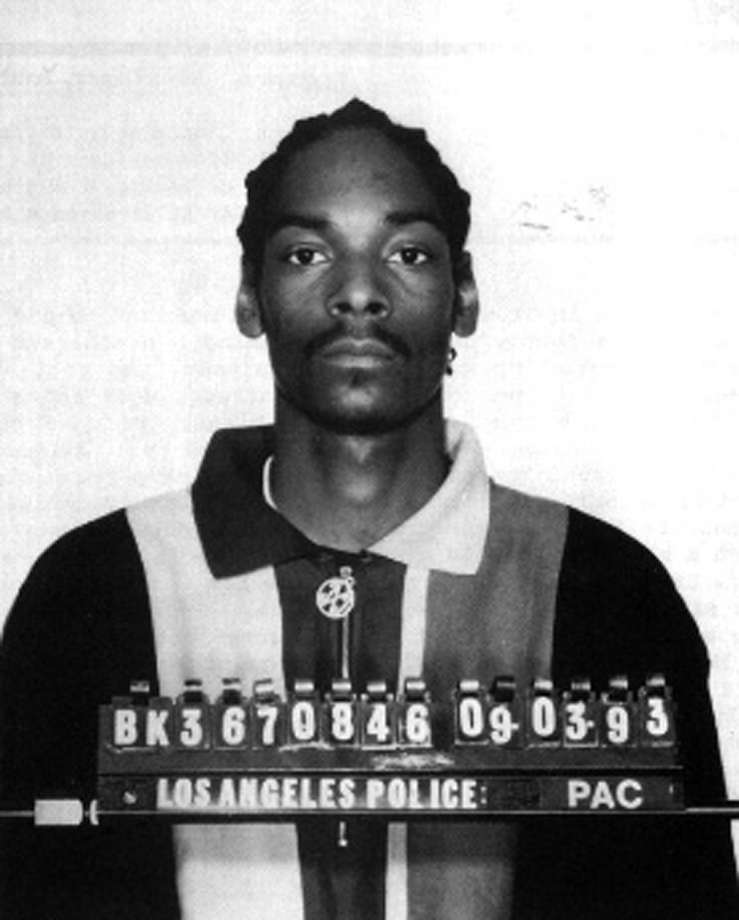
Snoop Dogg (1993)

Nachdem zwei der vorangegangenen drei Alben – Lovesexy (1988) und Graffiti Bridge (1990) – keinen Platinstatus in den USA erreicht hatten, legte sich Prince im Jahr 1991 ein neues Image zu; in Anlehnung an Gangsta-Rapper benutzte er zum Singen oftmals ein Mikrofon, dass wie ein Revolver geformt war. Zudem begann er sich maskuliner als zuvor in seiner Karriere zu kleiden. Toningenieur Michael Koppelman sagte: „Er wollte, dass andere schwarze Künstler ihn als ebenso ‘hart’ und ‘von der Straße’ betrachteten wie sich selbst.“ Alan Leeds (* 1947), damaliger Tourmanager von Prince, fand dessen neues Image wenig überzeugend: „Er war als Gangsta ungefähr so glaubwürdig wie Snoop Dogg in einer Polkakapelle.“
Ursprünglich wollte Prince im Jahr 1991 eine vier- oder fünf-CD-Box mit zuvor unveröffentlichten Songs herausbringen. Warner Bros. Records befürchtete jedoch Absatzschwierigkeiten und war der Meinung, die Produktionskosten für eine CD-Box seien zu hoch. Deswegen schlug das Unternehmen vor, eine Doppel-CD zu veröffentlichen, bestehend aus einer Greatest-Hits-Kompilation und dem damals noch unveröffentlichten Black Album. Prince lehnte diesen Vorschlag jedoch ab und nahm stattdessen mit seiner damals neugegründeten Begleitband The New Power Generation das Studioalbum Diamonds and Pearls auf.
Die 13 Songs spielte Prince zwischen Juli 1990 und Mai 1991 ein. Die drei Stücke Daddy Pop, Walk Don’t Walk und das erst im Oktober 2023 postum veröffentlichte Schoolyard nahm er am 2. Juli 1990 in den Olympic Studios in London auf, als er in der Stadt mit seiner Nude-Tour gastierte. Die drei Songs Money Don’t Matter 2 Night, Strollin’ und Willing and Able spielte er am 4. September 1990 während des japanischen Teils der Nude-Tour in den Warner Pioneer Studios in Tokio ein. Über die Aufnahme sagte Schlagzeuger Michael Bland nach Prince’ Tod im Jahr 2016: „Ich hatte eine Magen-Darm-Entzündung, hab mich mies gefühlt und auch mies gespielt. Bis heute wird mir flau im Magen, wenn ich diese Songs höre.“ Außerdem spielte Prince am 7. September Call the Law, Horny Pony und die bis heute (2025) unveröffentlichte Version von Something Funky (This House Comes) im Tonstudio Smile Garage Studio in Tokio ein. Nach Beendigung der Nude-Tour nahm er am 8. Oktober 1990 Insatiable im Larrabee Sound Studio in North Hollywood auf, als er in Los Angeles verweilte, um seinen Film Graffiti Bridge fertigzustellen.
Die beiden Stücke Diamonds and Pearls und Live 4 Love spielte Prince am 19. November 1990 in seinem Paisley Park Studio in Chanhassen in Minnesota ein. Am 27. November 1990 präsentierte er dem Tonträgerunternehmen Warner Bros. Records eine erste Version seines neuen Albums Diamonds and Pearls, allerdings unter dem Namen Diamonds & Pearlz. Die Tracklist war folgende:
| #  | Titel                                                  | Veröffentlichung                  |
| -- | ------------------------------------------------------ | --------------------------------- |
| 1  | Something Funky (This House Comes)                     | bis heute (2025) unveröffentlicht |
| 2  | Daddy Pop (Alternative Version)                        | 2023: Diamonds and Pearls Deluxe  |
| 3  | Walk Don’t Walk (Alternative Version)                  | bis heute (2025) unveröffentlicht |
| 4  | Diamonds and Pearls (ohne Rosie Gaines)                | bis heute (2025) unveröffentlicht |
| 5  | Schoolyard                                             | 2023: Diamonds and Pearls Deluxe  |
| 6  | Strollin’                                              | 1991: Diamonds and Pearls         |
| 7  | Willing and Able (ohne Tony M.)                        | bis heute (2025) unveröffentlicht |
| 8  | Insatiable (längere Version mit zusätzlichem Liedtext) | 2023: Diamonds and Pearls Deluxe  |
| 9  | Money Don’t Matter 2 Night (Alternative Version)       | bis heute (2025) unveröffentlicht |
| 10 | Horny Pony (Alternative Version)                       | 2023: Diamonds and Pearls Deluxe  |
| 11 | Live 4 Love (ohne Tony M.)                             | 2023: Diamonds and Pearls Deluxe  |

Am 3. Dezember 1990 nahm Prince Cream, am 26. Januar 1991 Thunder, am 31. Januar Jughead und am 5. Februar 1991 Push im Paisley Park Studio auf. Danach präsentierte er am 1. März 1991 den damaligen Chefs der Musikabteilung von Warner Bros. Records – Mo Ostin und Lenny Waronka (* 1941) – eine weitere Version des Albums Diamonds and Pearls, deren Titelliste der letztendlich veröffentlichten entsprach. Lediglich Horny Pony war anstelle von Gett Off noch auf der Tracklist vorhanden. Ostin und Waronka hörten sich die Rohfassung des neuen Albums mit Rap-Einflüssen an und meinten, Prince habe das seit Jahren bestverkäufliche Album produziert. Zudem waren sie der Meinung, er spreche mit den neuen Songs eine jüngere Zielgruppe an und gewänne damit eventuell neue Fans hinzu, die mit den religiös geprägten Vorgängeralben wie Lovesexy und Graffiti Bridge wenig hatten anfangen können. „Mo und Lenny wollten Prince unbedingt dazu bringen, dass er ein großartiges und nicht bloß ein gutes Album schrieb“, sagte Jeff Gold (* 1956), der seit 1990 die Kreativabteilung bei Warner Bros. Records leitete. „Sie hatten das Gefühl, dass seine Karriere wieder einmal einen kräftigen Schub brauchte“, meinte Gold weiter. Am 10. Mai 1991 nahm Prince mit Gett Off den letzten Song für Diamonds and Pearls im Paisley Park Studio auf.
Prince wollte Gett Off so schnell wie möglich veröffentlichen und produzierte in Eigenregie eine verlängerte Version mit Namen Gett Off (Damn Near 10 Minutes), die 9:36 Minuten lang ist. Diese Version wollte er auf einer EP herausbringen, zusammen mit den drei Songs Cream, Horny Pony und Money Don’t Matter 2 Night. Doch kurz vor dem geplanten Veröffentlichungstermin wurde die EP zurückgezogen; Warner Bros. Records war der Meinung, Prince’ Fans würden maximal ein Album pro Jahr von ihm verlangen, einer Argumentation, der Prince nicht folgen konnte. Als Kind sei er mit dem Fahrrad „alle drei Monate“ zu einem Schallplattenladen gefahren, um sich die aktuelle James-Brown-Single zu kaufen, und Brown sei niemals von jemandem als zu produktiv abgestempelt worden. Warner-Sprecher Bob Merlis meinte jedoch, dass Prince’ dritte Single seines Vorgängeralbums Graffiti Bridge mit der ersten Singleauskopplung eines neuen Albums kollidieren würde. Deswegen wolle Warner Bros. Records mit der Veröffentlichung eines neuen Albums noch warten.
Von der abgesagten EP-Veröffentlichung unbeirrt, ließ Prince eine Vinyl-Maxisingle von Gett Off (Damn Near 10 Minutes) in einer limitierten Auflage von 1.500 Exemplaren pressen, um diese am 7. Juni 1991 – seinem 33. Geburtstag – an Radiostationen auszuliefern, worüber er Warner Bros. Records aber nicht informierte. Außerdem ersetzte er auf Diamonds and Pearls das Stück Horny Pony durch eine gekürzte Singleversion von Gett Off, worauf sich Warner entschloss, den Song als Vorabsingle offiziell herauszubringen und das Album zeitnah folgen zu lassen. Der Songtitel Horny Pony ist auf dem Albumcover von Diamonds and Pearls aber noch zu lesen.

## Werbekampagne
Anlässlich der Veröffentlichung von Diamonds and Pearls beauftragte Prince den Musikmanager Frank DiLeo, der von 1984 bis 1989 für Michael Jackson gearbeitet hatte, die Werbekampagne für das Album zu übernehmen. DiLeo organisierte beispielsweise, dass Prince in der damals populären US-Fernsehshow von Arsenio Hall als erster Gast überhaupt fünf Songs spielen durfte und bei den MTV Video Music Awards 1991 auftrat. Marylou Badeaux, damalige Vizepräsidentin von Warner Bros. Records, zeigte sich über Prince’ Entscheidung enttäuscht: „Er glaubte nie, dass wir [Warner Bros. Records] unser Bestes taten. Er hatte immer das Gefühl, sein Erfolg sei allein seine Leistung und habe mit der Firma nichts zu tun.“

## Gestaltung des Covers
Ursprünglich plante Prince ein Albumcover, das von ihm ein Foto mit geöffnetem Mund und herausgestreckter Zunge zeigt. Doch dieses Cover stieß bei Warner Bros. Records auf Ablehnung. Jeff Gold, damals in der Kreativabteilung von Warner tätig, zeigte ihm eine Sonderedition des Albumcovers von Days of Open Hands von Suzanne Vega, worauf ein Hologramm zu sehen ist. Prince war von dieser Kunstform beeindruckt und äußerte den Wunsch, ein Frontcover im gleichen Stil zu bekommen, worauf er sich mit den beiden Models und Tänzerinnen Lori Elle (Spitzname: Diamond) und Robia LaMorte (Spitzname: Pearl) fotografieren ließ. Nachdem die Fotos als Hologramme vorlagen und sich die Bilder je nach Blickwinkel veränderten, bedankte sich Prince bei Jeff Gold folgendermaßen: „Je mehr ich es ansehe, desto mehr liebe ich es. Danke für das coole Cover, Prince.“ Zudem bedankt er sich in den Liner Notes bei Charlie Friend, ein Pseudonym von Carmen Electra.
Abgesehen von dem Hologramm-Cover erschien das Booklet auch als gedrucktes Albumcover. Auf beiden ist Prince mit „Diamond“ und „Pearl“ zu sehen, wobei er durch eine Perlenkette hindurch schaut. Die Farbgestaltung beider Cover ist unterschiedlich: das Hologramm-Cover ist in goldbraunen Farbtönen gehalten, das gedruckte Albumcover in Blautönen mit weißen Abstufungen gestaltet. Das Frontcover der Doppel-LP ist nicht als Hologramm lieferbar. Die Bandmitglieder von The New Power Generation sind auf der LP-Innenhülle und im Booklet auf Seite vier abgebildet. Die Liedtexte sind sowohl bei der Doppel-LP als auch im Booklet abgedruckt.

## Musik und Liedtexte
Als Anfang der 1990er Jahre die Musikrichtung Contemporary R&B zunehmend durch Hip-Hop und Rap beeinflusst wurde, reagierte Prince mit der Gründung einer achtköpfige Begleitband namens The New Power Generation. Auf dem Album Diamonds and Pearls durften seine Bandmitglieder am Songwriting mitwirken, eine Rolle, die er Bandmitgliedern bei seinen vorherigen zwölf Alben nur äußerst selten gestattet hatte. „Wir waren seine erste schwarze Band, und es war unsere Aufgabe, ihm das schwarze Publikum zurückzuerobern, das er verloren hatte“, sagte Rosie Gaines. Keyboarder Dr. Fink, der seit den 1980er Jahren immer wieder bei Prince in der Band spielte, bestätigte: „Ich hatte das Gefühl, dass er die schwarze Seite der Band bevorzugte. Er kam kaum noch zu mir, wie er das früher einmal getan hatte. Es war eher so: Mach deinen Job, ich hänge lieber mit meinen schwarzen Kumpels rum, mit meiner Gang.“ Die vier Songs Jughead, Live 4 Love, Push und Willing and Able schrieb Prince in Zusammenarbeit mit Bandmitgliedern. Eine zentrale Rolle nahm dabei Rapper Tony Mosley ein, der auf den sechs Songs Daddy Pop, Gett Off, Jughead, Live 4 Love, Push und Willing and Able der dreizehn Albumtracks zu hören ist.
Diamonds and Pearls ist von den Musikrichtungen Contemporary R&B, Funk, Pop, Rock und Soul-Jazz geprägt, Einflüsse von Hip-Hop und Rap sind ebenfalls vorhanden. Den Rap-Sprechgesang trägt vor allem Tony Mosley vor. Im Gegensatz zu Prince besitzt er eine tiefe Bariton-Stimme, die zuweilen an einen Macho erinnert und besser zur Musikrichtung Gangsta-Rap passt. Im Booklet schrieb Prince über den Rapstil von Mosley, er besitze „die schärfste Zunge, die man in den Zwillingsstädten (Metropolregion Minneapolis–Saint Paul) je erlebt“ habe. Rosie Gaines äußerte sich über die Rap-Fähigkeiten von Mosley aber wesentlich skeptischer als Prince: „Ich hielt ihn für einen Möchtegern-Dr. Dre“, sagte sie.

## Titelliste und Veröffentlichungen
| # | Titel                      | Dauer |
| --- | -------------------------- | ----- |
| 1 | Thunder                    | 5:46  |
| 2 | Daddy Pop                  | 5:17  |
| 3 | Diamonds and Pearls        | 4:45  |
| 4 | Cream                      | 4:12  |
| 5 | Strollin’                  | 3:47  |
| 6 | Willing and Able a         | 5:00  |
| 7 | Gett Off                   | 4:30  |
| 8 | Walk Don’t Walk            | 3:07  |
| 9 | Jughead b                  | 4:56  |
| 10 | Money Don’t Matter 2 Night | 4:46  |
| 11 | Push c                     | 5:53  |
| 12 | Insatiable                 | 6:39  |
| 13 | Live 4 Love d              | 6:59  |
| Spieldauer: 65:46 min. |                            |       |
| Autor aller Songs ist Prince a Autor: Prince, Levi Seacer Jr., Tony M.b Autor: Prince, Kirk Johnson, Tony M.c Autor: Prince und Rosie Gainesd Autor: Prince und Tony M. |                            |       |

Diamonds and Pearls wurde am 27. September 1991 in Europa und am 1. Oktober in den USA veröffentlicht. Das Album erschien auf CD, Doppel-LP und MC, später auch als Download. Die CD-Ausgabe ist sowohl mit einem herkömmlichen Albumcover käuflich zu erwerben als auch mit einem Hologramm-Cover.

### Singles
Von dem Album wurden sechs Singles ausgekoppelt. Am 29. Juli 1991 erschien Gett Off als Vorabsingle, die in einem Single-Remix mit einer Länge von 4:00 Minuten zwar 30 Sekunden kürzer als die Albumversion ist, aber zusätzlichen Liedtext enthält. Die B-Seite Horny Pony war zuvor unveröffentlicht. Cream wurde am 9. September 1991 als zweite Single ausgekoppelt und ist mit der Albumversion identisch, als B-Seite dient erneut Horny Pony. Die Single Insatiable wurde am 4. November 1991 gezielt für die US-amerikanischen R&B-Charts ausgekoppelt, als B-Seite ist das Stück I Love U in Me zu hören, das bereits 1989 als B-Seite von The Arms of Orion platziert wurde. Das Titelstück Diamonds and Pearls war am 25. November 1991 die vierte Singleauskopplung, die auf 4:21 Minuten gekürzt wurde. Auf der B-Seite sind Ausschnitte von den sieben Songs Thunder, Daddy Pop, Strollin’, Jughead, Money Don’t Matter 2 Night, Push und Live 4 Love zu hören, die insgesamt 5:04 Minuten lang sind.
Money Don’t Matter 2 Night wurde am 3. März 1992 als fünfte Single ausgekoppelt. Die Version ist 4:15 Minuten lang und als B-Seite dient der zuvor unveröffentlichte Song Call the Law, der im Jahr 1993 auch auf dem Album Goldnigga von The New Power Generation platziert wurde. Hauptsänger von Call the Law ist Tony Mosley; Prince spielte zwar sämtliche Musikinstrumente ein, ist jedoch nicht am Gesang beteiligt. Als sechste und letzte Singleauskopplung wurde am 15. Juni 1992 Thunder ausgewählt. Der Song erschien jedoch nur im Vereinigten Königreich und wurde ausschließlich als Vinyl-Maxisingle Picture Disc in limitierte Auflage veröffentlicht.
Ferner erschien im Frühjahr 1992 in ausschließlich den USA Willing and Able als Promo-CD-Single, wobei der Song sowohl in einer verkürzten Edit-Version als auch in der Albumversion vorhanden ist.
Anlässlich Prince’ 64. Geburtstag wurde am 4. Juni 2022 an alle Besucher der alljährlich stattfindenden „Prince Celebration“ im Paisley Park Studio die Vinyl-Single Diamonds and Pearls (Live at Glam Slam) verteilt. Die Single ist 5:31 Minuten lang und als B-Seite dient Nothing Compares 2 U (Live at Glam), die 4:50 Minuten lang ist. Beide Aufnahmen stammen von dem Livekonzert am 11. Januar 1992 im Musikklub Glam Slam North in Minneapolis, das im Oktober 2023 auf der Neuauflage Diamonds and Pearls Deluxe veröffentlicht worden ist.
Als am 24. November 2023 der Record Store Day stattfand, brachte The Prince Estate die Maxisingle Gett Off (Damn Near 10 Min.) in seiner ursprünglichen Ausgabe mit einer auf weltweit 7.000 limitierten Auflage erneut heraus.

### Musikvideos

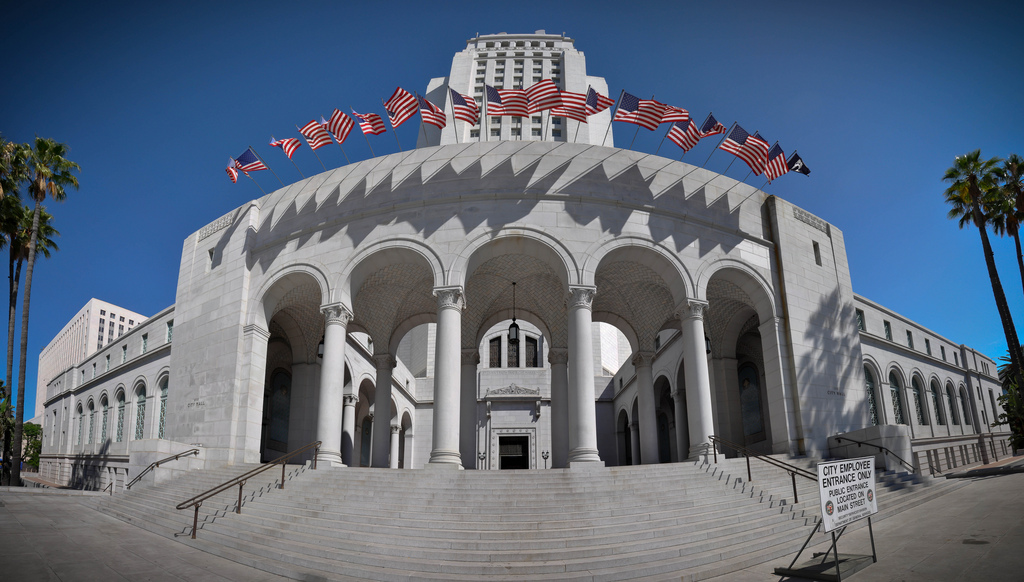
Die Treppe der City Hall war einer der Drehorte vom Diamonds-and-Pearls-Musikvideo

Zum Album Diamonds and Pearls sind sechs Musikvideos zu den fünf Singleauskopplungen Diamonds and Pearls, Cream, Gett Off, Insatiable und Money Don’t Matter 2 Night – es gibt zwei verschiedene Videos – produziert worden.
Die Dreharbeiten zu Diamonds and Pearls fanden am 25. und 26. Mai 1991 im Gebäude der Los Angeles City Hall in Los Angeles in Kalifornien statt und Regisseurin war Rebecca Blake (* 1949), die auch für das Musikvideo zu Kiss (1986) zuständig gewesen war. Gemäß Blake kam es damals vor dem City-Hall-Gebäude zu massiven Behinderungen von Schaulustigen, die die Filmaufnahmen beobachten wollten. Ursprünglich wollte Prince die damals 17-jährige Mayte Garcia, die er 1996 heiratete, im Musikvideo auftreten lassen, was Blake aber mit der Aussage „Meiner Meinung nach ist sie nicht sexy genug. Ihr fehlt das gewisse Etwas“ ablehnte. Prince’ Vorschlag, im Video Kinder auftreten zu lassen, wurde dagegen bewilligt; unter anderem ist die Sängerin Mila J (* 18. November 1982) als damals achtjähriges Mädchen zu sehen, die 2014 auch auf Prince’ Album Art Official Age mitwirkt. Die Choreografie im Diamonds-and-Pearls-Video stammt von dem Kanadier Sean Cheesman (* 1964).
Am 31. Mai, 1. Juni, 5. und 6. Juni 1991 fanden dann die Dreharbeiten zum Video Cream statt, die ebenfalls in Los Angeles waren, diesmal aber im Bahnhof Los Angeles Union Station. Regisseurin war erneut Rebecca Blake und die Choreografie stammt abermals von Sean Cheesman. Die Originalfassung ist 9:20 Minuten lang und enthält ein Intro, das 5:14 Minuten lang ist, bevor der Song beginnt. Gemäß Blake waren einige Szenen im Intro improvisiert, wie beispielsweise Szenen in einem Barbiersalon und in einem Restaurant. Zudem mussten die für die Bandmitglieder von The New Power Generation bereits fertiggestellten Dialoge umgeschrieben werden, weil die Band argumentierte: „So sprechen wir nicht“. Stilistisch mischt das Video Kostüme, Requisiten und Hintergründe aus den 1930er Jahren mit damals zeitgenössischen Hip-Hop-Figuren und scheint von Werken von Busby Berkeley inspiriert worden zu sein. Abgesehen von der Originalfassung existiert auch eine auf sechs Minuten gekürzten Fassung.
Ferner ließ Prince im Juni 1991 ein Musikvideo zu Walk Don’t Walk produzieren, bei dem Lisa Bonet Regie führte. Ähnlich wie bei dem Diamonds-and-Pearls-Musikvideo wollte Prince, dass Mayte Garcia eine Rolle übernehmen sollte, was Bonet aber ablehnte. Das Video zu Walk Don’t Walk ist bis heute (2025) unveröffentlicht.

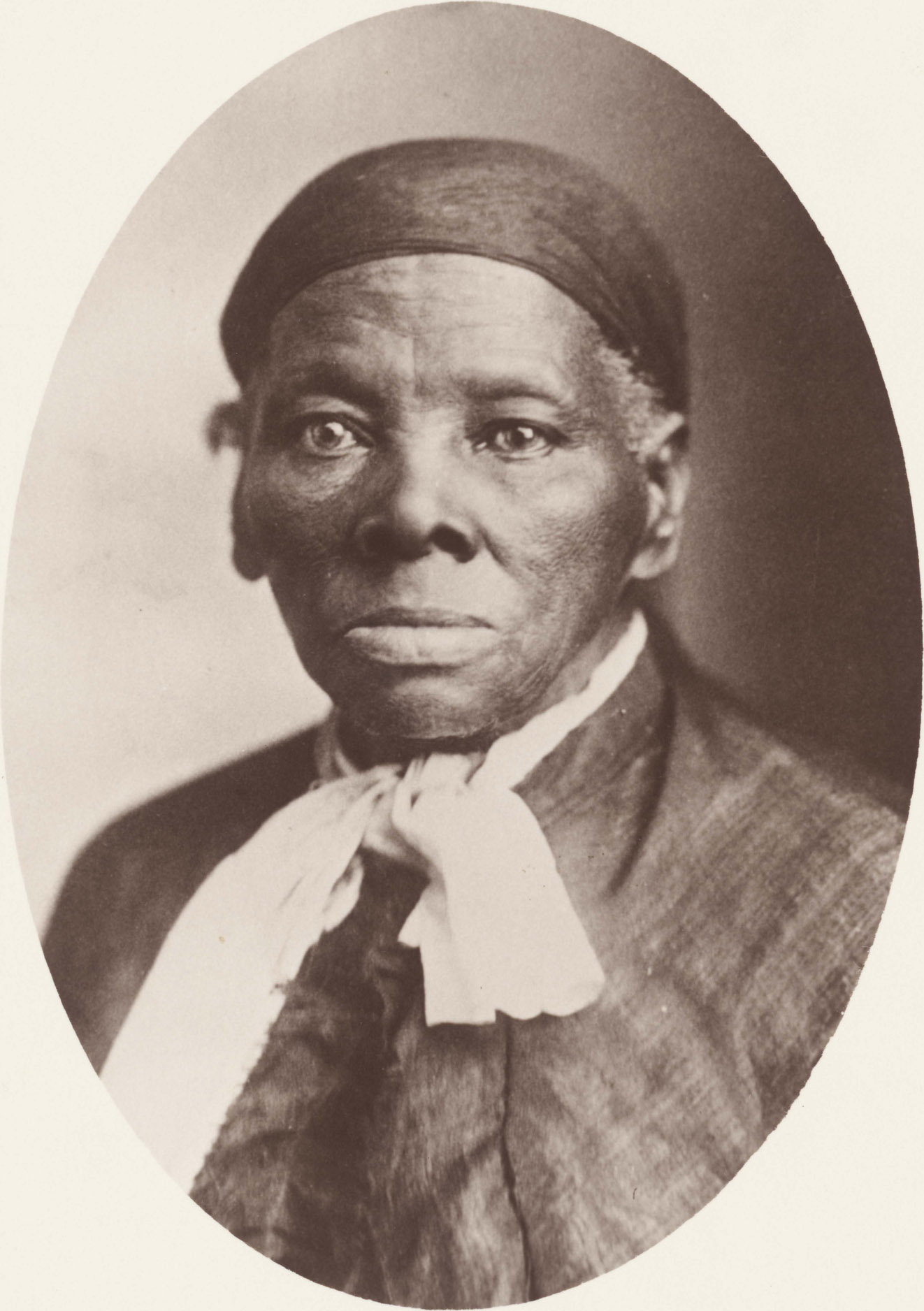
Harriet Tubman, zirka 1890

Das Gett Off-Video wurde Ende Juli 1991 im Paisley Park Studio gedreht und wurde von dem Film Caligula aus dem Jahr 1979 inspiriert. Regisseurin war Randee St. Nicholas, mit der Prince bis zum Jahr 2015 immer wieder zusammenarbeitete. Prince trägt im Video unter anderem ein Bandana, wovon er von seinem damaligen Bodyguard Hucky Austin inspiriert wurde. Austin trug das Bandana jedoch immer falsch herum, mit dem Knoten auf der Stirn. Er sagte nach Prince’ Tod im Jahr 2016: „Prince war ein Witzbold. Er lachte gern, und eines Tages, als ich mein Bandana wie immer mit dem Knoten nach vorne trug, brüllte er vor versammelter Mannschaft: ‘Du siehst aus wie Harriet Tubman!’“ Zwei Tage später bereitete sich Prince auf den Videodreh vor und trug ebenfalls ein Bandana mit dem Knoten auf der Stirn, worauf Austin sagte: „Ich dachte, ich sehe aus wie Harriet? Er lachte: ‘Tust du auch, aber wenn ich es trage, ist es sexy.’“ Gemäß der Cream-Regisseurin Rebecca Blake war es ihre Idee, die beiden Tänzerinnen Lori Elle mit Namen „Diamond“ und Robia LaMorte mit Namen „Pearl“ im Musikvideo auftreten zu lassen, was Prince in den Jahren 1991 bis 1992 übernommen hatte. Ferner ist die Schauspielerin Kimberly Arland zu sehen, die damals unter dem Pseudonym Kimberly Dionne auftrat und auch im Video zu Thieves in the Temple (1990) mitwirkte.
Das Musikvideo kostete insgesamt 1,3 Millionen US-Dollar (damals ungefähr 783.000 DM), was zu einer rechtlichen und finanziellen Auseinandersetzung zwischen dem Produzenten Robert Borm und Paisley Park Enterprises führte; die entstandenen Kosten waren wesentlich höher als anfangs kalkuliert, weswegen Borm mit seiner damaligen Produktionsfirma Point of View Films letztendlich Insolvenz anmelden musste, weil er die finanzielle Schieflage und der unzureichenden Bezahlung durch Paisley Park nicht mehr ausgleichen konnte. Abgesehen von Gett Off produzierte Born auch die vier Musikvideos zu den Remixversionen Clockin’ the Jizz, Gangster Glam, Gett Off (Houstyle) und Violet the Organ Grinder.
Vermutlich im Oktober 1991 ließ Prince ein Musikvideo zu Insatiable im Hollywood Center Studio, auch unter dem Namen Sunset Las Palmas Studios bekannt, in Hollywood in Kalifornien produzieren. Weibliche Hauptdarstellerin ist die Schauspielerin und Stuntwoman Barbara Lee-Belmonte, die damals „ein paar Monate“ mit Prince zusammen war, wie sie nach seinem Tod im April 2016 sagte. Abgesehen von Prince und Lee-Belmonte treten im Video 13 Tänzerinnen auf und Regisseurin war erneut Randee St. Nicholas.
Zum Musikvideo von Money Don’t Matter 2 Night ließ Prince zwei unterschiedliche Versionen produzieren. Ende 1991 drehte Regisseur Spike Lee ein 5:12 Minuten langes gesellschaftskritisches Video, in dem der Kontrast zwischen Armut und Reichtum in der Welt darstellt wird; beispielsweise sind Obdachlose, Szenen vom zweiten Golfkrieg (1990), Kriegsflüchtlinge und verwundete Kinder zu sehen. Im Gegensatz dazu sind Menschen in einer Spielbank, lachend und tanzend auf einer Veranstaltung in Abendgarderobe, sonnenbadend im Bikini am Strand und als Golfspieler zu betrachten. Ferner tritt nach 1:39 Minuten Donald Trump kurz im Video auf, der im Jahr 1991 als erfolgreicher Geschäftsmann galt. Zwei Sekunden später ist auch George H. W. Bush, der damalige Präsident der Vereinigten Staaten, zu sehen. Außerdem erscheinen Colin Powell und H. Norman Schwarzkopf senior. Prince und seine Bandmitglieder wirken im Musikvideo nicht mit.
Im Januar 1992 drehte Regisseurin Sotera Tschetter im Paisley Park Studio ein zweites Musikvideo zu Money Don’t Matter 2 Night. Dieses zeigt Prince, wie er am Klavier spielt und mit The New Power Generation den Song vorträgt. Außerdem wirken The Steeles mit, Kameramann war Larry Fong. Ein drittes Musikvideo besteht aus einem Zusammenschnitt der beiden von Lee und Tschetter, das eine Spieldauer von 4:52 Minuten besitzt.
Ferner existieren auch Musikvideos zu den sechs Songs Call the Law, Jughead (Live Version), Live 4 Love (Live Version), Strollin’, Thunder (Live Version) und Willing and Able, die alle am 6. Oktober 1992 auf der Kompilation Diamonds and Pearls Video Collection auf VHS und Laserdisc veröffentlicht wurden. Im Jahr 2006 wurde die Kompilation auch auf DVD herausgebracht, auf Blu-ray Disc erschien sie im Oktober 2023.

### Coverversionen
Vereinzelt nahmen Musiker Coverversionen von Songs zum Album Diamonds and Pearls auf; beispielsweise wurde das Titelstück von Bob Belden (1994), Royal Philharmonic Orchestra (1995), Marcin Wasilewski (2008), David Helbock (2012) und dem Vitamin String Quartet (2023) neu interpretiert.
Gett Off wurde 2005 von der deutschen Elektro-Band Funker Vogt sowie 2021 von dem Trio Teyana Taylor, Jermaine Fowler und Brandon Rogers (* 1977) gecovert. Viktoria Tolstoy veröffentlichte 2006 eine Jazzversion des Songs Strollin’, und Mark Winkler & Cheryl Bentyne eine Jazzversion im Jahr 2017. Robert Randolph and the Family Band spielte 2010 eine neue Version von Walk Don’t Walk ein, und Cream interpretierten Inga Lühning (2000) sowie David Helbock (2012). Dick Brave and the Backbeats veröffentlichten 2012 ein Live-Medley von Cream und Kiss.
Im Jahr 1999 veröffentlichte The Songrise Orchestra eine Instrumental-CD mit dem Titel The Music of Prince, auf der unter anderem neue Versionen von Diamonds and Pearls, Cream und Money Don’t Matter 2 Night enthalten sind.

## Mitwirkende

### Musiker
Alle Songs wurden von Prince arrangiert, komponiert, produziert und vorgetragen. Zudem spielte er alle Musikinstrumente selbst ein, wobei folgende Personen die Aufnahmen ergänzten:
- Damon Dickson – Backing Vocals in Daddy Pop; Backing Vocals und Perkussion in Gett Off, Jughead; Perkussion in Willing and Able
- Elisa Fiorillo – zusätzlicher Gesang in Daddy Pop, Walk Don’t Walk
- Eric Leeds – Flöte in Gett Off
- Kirk Johnson – Backing Vocals in Daddy Pop; Backing Vocals und Perkussion in Gett Off, Jughead; Perkussion in Willing and Able
- Levi Seacer Jr. – E-Bass in Daddy Pop, Jughead, Money Don’t Matter 2 Night, Strollin’, Walk Don’t Walk, Willing and Able; Rhythmusgitarrist in Cream, Gett Off
- Michael Bland – Schlagzeug in allen Songs außer in Insatiable, Jughead, Push, Thunder
- Rosie Gaines – Backing Vocals und Keyboard in Cream, Daddy Pop, Gett Off, Willing and Able; Co-Leadsängerin in Diamonds and Pearls, Push; Co-Leadsängerin und Keyboard in Jughead, Walk Don’t Walk
- Sheila E. – Synthie-Drum-Fills in Diamonds and Pearls (Uncredited)
- Sonny Thompson – E-Bass in Cream, Diamonds and Pearls, Gett Off, Live 4 Love
- The Steeles – Backing Vocals in Willing and Able
- Tommy Barbarella – Purpleaxxe in Cream, Daddy Pop, Diamonds and Pearls, Gett Off, Walk Don’t Walk, Willing and Able
- Tony Mosley – Rap in Daddy Pop, Gett Off, Jughead, Live 4 Love, Push, Willing and Able

### Technisches Personal
- Brian Poer –  Toningenieur-Assistenz
- Cheryl Ann Nick – Make-up
- Chris Mahne – Holografie-Gestaltung
- Clare Fischer – Instrumentation des Orchesters in Push
- David Friedlander –  Toningenieur-Assistenz
- Earl Jones († 2002) – Hairstylist
- Greg Ross – Albumdesign
- Jeff Gold – Artdirector
- Joel Larson – Fotografie von Prince und The New Power Generation
- Kasha Breuning – Make-up
- Keith “KC” Cohen – Mixing in Cream und Daddy Pop
- Matthew Larson – Toningenieur
- Michael Koppelman – Aufnahme und Mixing in Diamonds and Pearls, Jughead, Money Don’t Matter 2 Night, Thunder, Willing and Able; Mixing in Walk Don’t Walk; Mastering
- Peter Sorbo – Holografie-Gestaltung
- Randee St. Nicholas – Fotografie (Frontcover)
- Ray Hahnfeldt – Toningenieur-Assistenz
- Sharon McCormack – Holografie-Gestaltung
- Stephanie Bennett – Eye-Logo
- Stephen Marcussen – Mastering (Präzisionsmastering)
- Steve Noonan – Toningenieur-Assistenz
- Sylvia Massy – Toningenieur-Assistenz
- Timothy Penn – Toningenieur-Assistenz
- Tom Garneau – Mixing in Walk Don’t Walk
- Tom Recchion – Artdirector

## Tournee
Sechs Monate nach der Veröffentlichung des Albums ging Prince mit The New Power Generation auf Welttournee. Die Diamonds-and-Pearls-Tour begann am 3. April 1992 im Tokio Dome in Tokio und endete am 12. Juli 1992 im Palais Omnisports de Paris-Bercy in Paris. Prince absolvierte 50 Konzerte, die von insgesamt 850.000 Zuschauern besucht wurden; 32 Konzerte in Europa sahen ungefähr 500.000 Menschen, 14 Konzerte in Australien ungefähr 200.000 und vier Konzerte in Japan verfolgten zirka 150.000 Zuschauer.
Nachdem sich im Jahr 1988 die Lovesexy-Tour in den USA als Verlustgeschäft erwiesen hatte, trat Prince im Jahr 1992 in seinem Heimatland nicht auf. Die Konzertlänge der Diamonds-and-Pearls-Welttournee variierte von 110 bis 140 Minuten und wurde von Kritikern sehr gelobt. Beispielsweise bezeichnete ein australischer Journalist Prince als „den heißesten Act auf dem Planeten“ und The Herald Sun beschrieb ihn als „die fesselnde Darbietung eines Musikgenies.“
The New Power Generation bestand während der Diamonds-and-Pearls-Tour aus den folgenden zwölf Mitgliedern:
- Damon D. (bürgerlich: Damon Dickson) – Backing Vocals, Tänzer
- Diamond (bürgerlich: Lori Elle) – Tänzerin
- Kirky J. (bürgerlich: Kirk Johnson) – Backing Vocals, Perkussion, Tänzer
- Levi Seacer Jr. – Backing Vocals, Rhythmusgitarrist
- Mayte Garcia – Tänzerin
- Michael B. (bürgerlich: Michael Bland) – Schlagzeug
- Pearl (bürgerlich: Robia LaMorte) – Tänzerin
- Rosie Gaines – Backing Vocals, Keyboard
- Sonny T. (bürgerlich: Sonny Thompson) – Backing Vocals, E-Bass
- Tommy Barbarella (bürgerlich: Thomas Elm) – Keyboard
- Tony M. (bürgerlich: Anthony Mosley) – Backing Vocals, Rapper, Tänzer
- William ‘DJ’ Graves – Scratchen

Zudem wirkte zum ersten Mal in Prince’ Karriere das Blechbläserquintett Hornheads mit, das damals aus folgenden Mitgliedern bestand:
- Brian Gallagher – Tenorsaxophon
- Dave Jensen – Flügelhorn und Trompete
- Kathy Jensen – Altsaxophon und Baritonsaxophon
- Michael B. Nelson – Posaune
- Steve Strand – Trompete

Brian Gallagher (* 23. November 1963) starb am 3. März 2016 im Alter von 52 Jahren an einer Lungenembolie. Dave und Kathy Jensen sind miteinander verheiratet.

### Carmen Electra im Vorprogramm

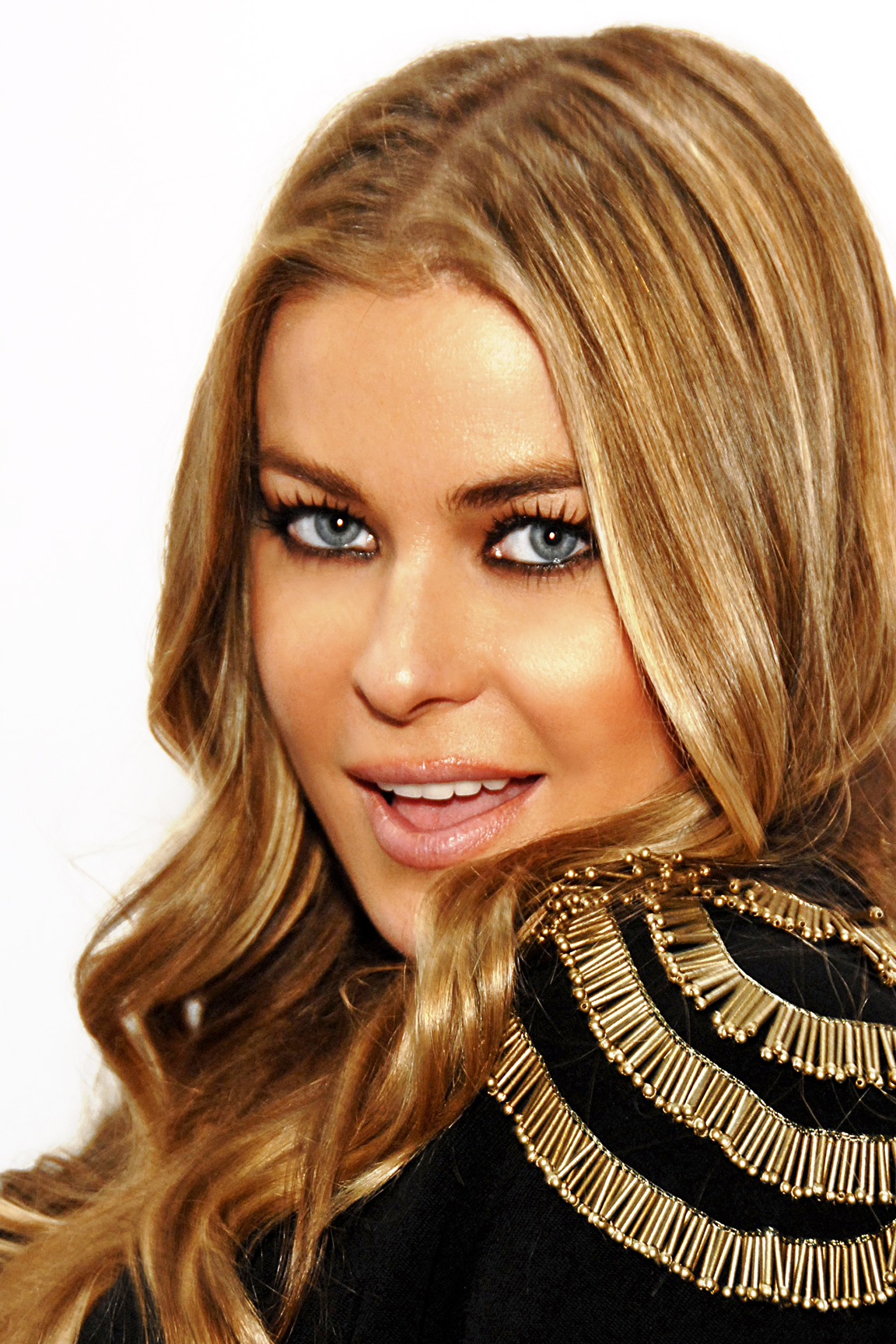
Carmen Electra, 2011

Am 14. September 1990 lernte Prince Carmen Electra kennen. Die damals 18-jährige Tänzerin mit dem bürgerlichen Namen Tara Leigh Patrick traf er in der Diskothek Spice in Los Angeles in Kalifornien. Er lud sie in sein damaliges Haus in Beverly Hills zum Vorsingen und Vortanzen ein. Ein paar Monate später rief er sie an, um sie bei seinem Musiklabel Paisley Park Records unter Vertrag zu nehmen und ein Studioalbum mit ihr aufzunehmen. Als Künstlernamen wählte er den Vornamen „Carmen“ für sie aus, inspiriert durch den Film Carmen Jones aus dem Jahr 1954. Sie willigte ein und fügte den Nachnamen „Electra“ hinzu, in Anlehnung an die gleichnamige griechische Göttin.
Vom 25. Mai 1992 bis zum einschließlich 10. Juni 1992 trat Carmen Electra für ungefähr 20 Minuten im Vorprogramm bei der Diamonds-and-Pearls-Welttournee auf. Sie musste aber nach der ersten Hälfte des europäischen Teils der Tournee, aufgrund enttäuschter Reaktionen des Publikums und auf Prince’ Drängen hin, ihr Engagement im Vorprogramm beenden. Anfangs machte Prince ihre Begleitband für die schwache Vorstellung verantwortlich und tauschte während der laufenden Tour die Bandmitglieder aus, um die Zuschauer eventuell doch noch für Electra zu begeistern. Tommy Barbarella, damaliger Keyboarder von The New Power Generation, bestätigte: „Ihr konnte er die Schuld ja nicht geben, also machte er die Band verantwortlich – das war der reinste Witz. Das Problem war nicht die Band, sondern vielmehr die Tatsache, dass sie mit ihren quietschenden kleinen Raps niemanden in einem großen Stadion oder einer großen Halle mitreißen konnte.“ In ihrer Begleitband spielten unter anderem Morris Hayes und Kathy Jensen, die Schwester von Tänzer und Rapper Kirk Johnson, der damals Mitglied in The New Power Generation war. Hayes wurde nach Beendigung der Diamonds-and-Pearls-Tour von Prince als neues Mitglied in The New Power Generation integriert.
Am 9. Februar 1993 erschien bei dem Label Warner Bros. Records / Paisley Park Records das Album Carmen Electra, das sich in den internationalen Hitparaden nicht platzieren konnte. Electra beendete noch im gleichen Jahr ihre Karriere als Sängerin und wurde später Schauspielerin.

### Aftershows
Ab dem Jahr 1986 spielte Prince nach dem Hauptkonzert gelegentlich eine Aftershow, also ein weiteres Konzert nach Mitternacht. Seine Aftershows fanden in kleineren Musikclubs vor meist 300 bis 1.500 Zuschauern statt und Prince verzichtete auf die aufwendigen Bühnenshows, Choreografien und Lightshows seiner Hauptkonzerte. Zudem gestaltete er die Songauswahl anders und verzichtete oftmals auf seine Top-Ten-Hits. Höhepunkte mancher Aftershows waren Gastauftritte bekannter Musiker.
Im Jahr 1992 spielte Prince bei fünf der 50 Konzerte eine Aftershow. Davon fand die erste am 6. April in Japan statt sowie jeweils zwei weitere in Australien und in Europa. Gastmusiker waren bei diesen Aftershows jedoch nicht anwesend. Am 7. Juni 1992 feiert Prince seinen 34. Geburtstag im Park Café in München, das allerdings nur für ungefähr 100 geladene Gäste wie Carmen Electra und Jerry „Wyzard“ Seay von Mother’s Finest bestimmt war.

### Rosie Gaines verlässt die Band
Nach Ende der Diamonds-and-Pearls-Tour im Juli 1992 verließ Rosie Gaines The New Power Generation. Abgesehen von ähnlichen Streitigkeiten im Tourbus wie bei der Nude-Tour im Jahr 1990 war Gaines darüber verstimmt, dass Prince sie nicht als Urheberin einiger Songs vom Album Diamonds and Pearls angab. Ihrer Meinung nach hätte sie jedoch darauf Anspruch gehabt: „Vor den Aufnahmen für das Album hatte er uns gesagt, wir würden alle wie eine Familie sein, wir würden alles gemeinsam machen und miteinander teilen, und wir haben ihm vertraut. Es ist unsere Schuld, dass wir uns das nicht schriftlich geben ließen. Ich sagte ihm: ‚Du willst, dass wir dir vierundzwanzig Stunden am Tag zur Verfügung stehen, aber du zahlst uns nicht genug, dass wir währenddessen unsere Familien irgendwie versorgen könnten.‘ Ich glaube, ihm hatte es überhaupt nicht gedämmert, dass die Leute ein Privatleben, dass sie Kinder haben. Er sagte immer zu mir: ‚Es muss sich jeder um sich selbst kümmern.‘“
Gaines und Prince hatten erst vier Jahre später wieder beruflichen Kontakt miteinander. Als Prince im Jahr 1996 mit Aufnahmen für sein Album Emancipation beschäftigt war, übernahm Gaines bei dem Song Jam of the Year Passagen des Hauptgesangs.

## Rezensionen
Im Gegensatz zu den meisten Prince-Alben in den 1980er Jahren, die Musikkritiker oftmals sehr positiv bewerteten, zeigten sie sich bei Diamonds and Pearls mit Lob überwiegend verhaltend. Vor allem Prince’ Zugeständnis an die Musikrichtung Rap mit Einflüssen von Hip-Hop wurde skeptisch aufgenommen, weswegen Jughead meist als schwächster Albumsong bezeichnet wurde. Dagegen wurde Money Don’t Matter 2 Night mehrfach als bester Track beschrieben, und Rosie Gaines wurde oftmals lobend erwähnt. Die Website AOTY (Album of the Year) errechnete eine Durchschnittsbewertung von 68 %, basierend auf sieben Rezensionen englischsprachiger Medien.
Simon Price von The Guardian bewertete 37 Prince-Alben und setzte Diamonds and Pearls auf Platz 8. Er gab vier von fünf Sternen und meinte, es sei die „erste von vielen ‘atemberaubenden Rückkehren zur alten Form’, aber dieses Klischees würdig“. Als „Höhepunkte“ bezeichnete er das „nachdenklich-reife“ Stück Money Don’t Matter 2 Night und das „urkomisch-unreife“ Gett Off.
Stephen Thomas Erlewine von AllMusic gab dreieinhalb von fünf Sternen. „Obwohl er noch ein Problem mit Rap hat – Jughead ist einfach peinlich“, gelinge Prince, sich als „urbaner Soulman neu zu erfinden, ohne seine musikalische Innovation zu opfern“. Seine Begleitband The New Power Generation sei „geschickter“ als The Revolution, weil sie „in der Lage“ wären, „den Funk von Prince jazziger zu machen“, wie in Strollin’, Walk Don’t Walk und Willing and Able zu hören sei. Zudem seien die Songs, die darauf abzielten, „Prince’ Publikum zurückzugewinnen – der knallende Dancefloor-Ruf“ in Gett Off, „der sexy T.-Rex-Groove“ in Cream, der „außergewöhnliche Philly-Soul des vernachlässigten Meisterwerks“ in Money Don’t Matter 2 Night sowie die „triefende Mainstream-Ballade“ Diamonds and Pearls – „allesamt großartige Pop-Singles“. Aber der Rest des Albums bestehe „aus mittelmäßigem Funk und R&B“. Doch trotz „dieser schwachen Momente“ sei Diamonds and Pearls „ein gutes Album“.
Alan Light vom US-Musikmagazin Rolling Stone verteilte auch dreieinhalb von fünf Sternen. Prince habe „niemals normaler geklungen“ als auf Diamonds and Pearls und beschränke sich darauf, „einen sorgfältig festgelegten Pop-Formalismus auszufüllen“. Seine „kreative Verrücktheit“ wie „im entzückenden“ Walk Don’t Walk oder „die ineinandergreifenden Keyboards“ in Daddy Pop sei „strategisch in (relativ) konventionelle Strukturen eingebettet“. Aber das Album sei mit „unwiderstehlichen Hooks vollgepackt“, auch wenn einige wie im Refrain des Titelstücks „hastig auf unfertige Songs geklebt scheinen“. Als „weniger erfolgreich“ beschrieb Light „den Rap in Prince’ Pop-Universum zu integrieren“; „ein oder zwei Verse“ von Tony Mosley in Willing and Able seien zwar „eine gute Ergänzung“, aber „ihm einen ganzen Song zu geben“ wie im „alberner Versuch“ von Push, „ist einfach eine Verschwendung“, da „seine Reime substanzlos“ wirkten. Zudem klinge Jughead „wie ein obligatorischer Versuch, ein Genre einzubeziehen“, in dem sich Prince nie wohlgefühlt habe. Dagegen sei Insatiable eine „obligatorische Verführungsballade, einfach wunderschön“ und bringe „seine mühelose Wirkung voll zur Geltung“. Lediglich das „basslastige“ Gett Off enthalte „die schlaffe Unzüchtigkeit, die wir von Prince gewohnt sind“ und besitze „den verrückten Überschwang“, der dem Album zu fehlen scheine.
Die beiden Musikkritiker David Wilson und John Alroy gaben drei von fünf Sternen. Den Titelsong mit Rosie Gaines bezeichneten sie als „exzellent“, aber stilistisch existiere auf dem Album „nicht viel Neues“; Money Don’t Matter 2 Night und Strollin’ seien „so ziemlich die Mainstream-Pop-Aufnahmen“, die Prince „je gemacht“ habe. Zwar seien die Melodien in Songs wie Daddy Pop, Gett Off und Willing and Able „gut, wenn auch vorhersehbar“. Die „Schwachstellen“ des Albums seien „langsame Jams“ wie Insatiable sowie „mehrere schrille, ausgedehnte Raps“ von Tony Mosley, meinten Wilson und Alroy.
David Browne von der Entertainment Weekly war enttäuscht und gab nur die Note „C“, wobei „A+“ die Bestnote ist. Gett Off bezeichnete er als „schwach“, da der Song aus „kaum mehr als eine Schlagzeugspur mit Text“ bestehe. Aber „zum ersten Mal seit Jahren“ hätten Prince’ Songs, „insbesondere die üppigen Balladen“, den „Schwung und die Reibung, die aus der Interaktion mit Menschen“ resultierten. Die „scheppernden Becken“ von Schlagzeuger Michael Bland und die „rauen Harmonien sowie die aufgewühlte Stimme“ von Rosie Gaines belebten Songs wie Daddy Pop mehr, als Prince es alleine hätte schaffen können. Letztendlich seien die Albumsongs aber „formelhaft“ und es existiere „nichts Schockierendes oder Neues“, wie beispielsweise in dem „Standard-Funk-Workout“ Cream. Prince erscheine als „Trendfolger und nicht als Trendsetter“. Lediglich Money Don’t Matter 2 Night verleihe dem Album „einen verblüffenden Moment“; „mit mehr Songs wie diesem“ könne er „tatsächlich wieder vital wirken“. Als Fazit zog Browne: „Dieser clevere Bursche kommt immer wieder mit ein paar guten Tricks, aber die Löcher dazwischen werden auf jeder Platte größer.“
Weitere Musikjournalisten waren vom Album auch nicht überzeugt, weswegen Tom Moon vom Philadelphia Inquirer kritisierte: „Nachdem Prince jahrelang in puncto Einfallsreichtum beinahe als Miles Davis des Pop bezeichnet werden konnte, hat er nun seine künstlerische Vision geopfert, um ein paar Platten zu verkaufen.“ Rob Hubbard von der US-Zeitung St. Paul Pioneer Press meinte, Diamonds and Pearls besitze „zwar eine große Bandbreite, aber nur wenig Originalität.“ Der New Musical Express sah im Album den Beweis dafür, dass Prince „keinen wichtigen Einfluss auf den Zeitgeist der Popmusik“ mehr besitze.
Prince selbst äußerte sich zu der Musikrichtung Rap gegenüber dem britischen SKY Magazine folgendermaßen: „Na ja, erstens habe ich ja nie gesagt, dass ich Rap nicht mochte. Und es hat ja auch wohl jeder das Recht, seine Meinung zu ändern.“ Zudem lobte er seine Bandmitglieder, vor allem Rapper Tony Mosley und Sängerin Rosie Gaines; sie sei „wie ein Tornado. Kein Tag hat genug Stunden für ihre Stimme. Kein Tonband wird ihr wirklich gerecht,“ sagte Prince zum US-Magazin Details.

## Kommerzieller Erfolg

### Chartplatzierungen
| ChartsChartplatzierungen       | Höchstplatzierung | Wochen |
| ------------------------------ | ----------------- | ------ |
| Deutschland (GfK)              | 8 (57 Wo.)        | 57     |
| Österreich (Ö3)                | 4 (33 Wo.)        | 33     |
| Schweiz (IFPI)                 | 3 (33 Wo.)        | 33     |
| Vereinigtes Königreich (OCC)   | 2 (61 Wo.)        | 61     |
| Vereinigte Staaten (Billboard) | 3 (47 Wo.)        | 47     |

| ChartsJahrescharts (1991)    | Platzierung |
| ---------------------------- | ----------- |
| Vereinigtes Königreich (OCC) | 27          |

| ChartsJahrescharts (1992)      | Platzierung |
| ------------------------------ | ----------- |
| Deutschland (GfK)              | 20          |
| Österreich (Ö3)                | 17          |
| Schweiz (IFPI)                 | 22          |
| Vereinigtes Königreich (OCC)   | 38          |
| Vereinigte Staaten (Billboard) | 31          |

| Jahr | Titel                      | Höchstplatzierung, Gesamtwochen, AuszeichnungChartplatzierungen (Jahr, Titel, , Platzierungen, Wochen, Auszeichnungen, Anmerkungen) | Höchstplatzierung, Gesamtwochen, AuszeichnungChartplatzierungen (Jahr, Titel, , Platzierungen, Wochen, Auszeichnungen, Anmerkungen) | Höchstplatzierung, Gesamtwochen, AuszeichnungChartplatzierungen (Jahr, Titel, , Platzierungen, Wochen, Auszeichnungen, Anmerkungen) | Höchstplatzierung, Gesamtwochen, AuszeichnungChartplatzierungen (Jahr, Titel, , Platzierungen, Wochen, Auszeichnungen, Anmerkungen) | Höchstplatzierung, Gesamtwochen, AuszeichnungChartplatzierungen (Jahr, Titel, , Platzierungen, Wochen, Auszeichnungen, Anmerkungen) | Anmerkungen                                                                         |
| Jahr | Titel                      | DE | AT | CH | UK | US | Anmerkungen                                                                         |
| ---- | -------------------------- | --- | --- | --- | --- | --- | ----------------------------------------------------------------------------------- |
| 1991 | Gett Off                   | DE13 (15 Wo.)DE | AT9 (10 Wo.)AT | CH3 (15 Wo.)CH | UK4 (8 Wo.)UK | US21 Gold · (14 Wo.)US | Im US-Radio nur als zensierte Version erlaubt US: 23. Oktober 1991: Gold (500.000+) |
| 1991 | Cream                      | DE21 (22 Wo.)DE | AT4 (18 Wo.)AT | CH3 (15 Wo.)CH | UK15 (7 Wo.)UK | US1 (2) Gold · (20 Wo.)US | US: 16. Januar 1992: Gold (500.000+)                                                |
| 1991 | Insatiable                 | DEn.v.DE | ATn.v.AT | CHn.v.CH | UKn.v.UK | US77 (7 Wo.)US | Nur in den USA ausgekoppelt                                                         |
| 1991 | Diamonds and Pearls        | DE28 (14 Wo.)DE | AT19 (11 Wo.)AT | CH7 (11 Wo.)CH | UK25 (6 Wo.)UK | US3 (21 Wo.)US |                                                                                     |
| 1992 | Money Don’t Matter 2 Night | DE48 (10 Wo.)DE | AT23 (1 Wo.)AT | CH23 (9 Wo.)CH | UK19 (5 Wo.)UK | US23 (13 Wo.)US |                                                                                     |
| 1992 | Thunder                    | DEn.v.DE | ATn.v.AT | CHn.v.CH | UK28 (3 Wo.)UK | USn.v.US | Nur in UK ausgekoppelt und als limitierte Vinyl-Picture Disc erhältlich             |
| 2016 | Cream                      | — | AT66 (1 Wo.)AT | CH52 (1 Wo.)CH | — | — | Wiedereinstieg postum: 1. Mai 2016                                                  |

Cream war zu Prince’ Lebzeiten fünfter und letzter Nummer-eins-Hit in der US-Singlehitparade. Außerdem war es in den USA seine einzige Nummer eins, die nicht an einem Film gebunden war; im Jahr 1984 waren When Doves Cry und Let’s Go Crazy im Film Purple Rain zu hören, 1986 Kiss in Under the Cherry Moon – Unter dem Kirschmond und 1989 Batdance im Film Batman.

### Auszeichnungen für Musikverkäufe
Diamonds and Pearls wurde weltweit ungefähr 6,5 Millionen Mal verkauft.

| Land/Region                  | Auszeichnungen für Musikverkäufe (Land/Region, Auszeichnung, Verkäufe) | Verkäufe    |
| ---------------------------- | ---------------------------------------------------------------------- | ----------- |
| Australien (ARIA)            | 4× Platin                                                              | 280.000     |
| Deutschland (BVMI)           | Platin                                                                 | 500.000     |
| Europa (IFPI)                | Platin                                                                 | (1.000.000) |
| Frankreich (SNEP)            | 2× Platin                                                              | 600.000     |
| Kanada (MC)                  | Platin                                                                 | 100.000     |
| Neuseeland (RMNZ)            | Platin                                                                 | 15.000      |
| Niederlande (NVPI)           | Platin                                                                 | 100.000     |
| Österreich (IFPI)            | Platin                                                                 | 50.000      |
| Schweden (IFPI)              | Gold                                                                   | 50.000      |
| Schweiz (IFPI)               | Platin                                                                 | 50.000      |
| Spanien (Promusicae)         | Platin                                                                 | 100.000     |
| Vereinigte Staaten (RIAA)    | 2× Platin                                                              | 2.000.000   |
| Vereinigtes Königreich (BPI) | 3× Platin                                                              | 900.000     |
| Insgesamt                    | 1× Gold · 19× Platin ·                                                 | 4.745.000   |

Hauptartikel: Prince/Auszeichnungen für Musikverkäufe

## Preise
Prince wurde für die Diamonds-and-Pearls-Ära mit folgenden Auszeichnungen und Preisen geehrt:

### BRIT Awards
12. Februar 1992: Gewinner bei den BRIT Awards 1992 in der Kategorie „Best International Artist of the Year“.

### Grammy-Nominierungen
26. Februar 1992: Gett Off wurde bei den Grammy Awards 1992 in der Kategorie „Best R&B Performance by a Duo or Group with Vocals“ nominiert, und das Titelstück Diamonds and Pearls bei den  Grammy Awards 1993 in der Kategorie „Best Pop Vocal Performance by a Duo or Group“, aber beide Songs gewannen nicht.
Die Neuauflage Diamonds and Pearls Super Deluxe Edition wurde bei den Grammy Awards 2025 in der Kategorie „Best Historical Album“ nominiert, gewann aber ebenfalls nicht.

### Soul Train Music Awards
10. März 1992: Prince erhielt bei den Soul Train Music Awards den Sonderpreis „Heritage Award – Career Achievement“.

### Minnesota Music Awards
10. Mai 1992: Diamonds and Pearls gewann in der Kategorie „Album of the Year“ und Cream in der Kategorie „Song of the Year“.

### MTV Video Music Awards
9. September 1992: Cream wurde bei den MTV Video Music Awards 1992 in der Kategorie „Best Dance Video“ ausgezeichnet.

### Porin
18. März 1994: Die Diamonds and Pearls Video Collection gewann den kroatischen Musikpreis Porin in der Kategorie „Najbolji inozemni videprogram“ („Bestes ausländisches Musikvideo“).